# Церковь Святого Патрика (Монреаль)
Церковь Святого Патрика (фр. Basilique Saint-Patrick de Montréal, англ. St. Patrick’s Basilica) — католическая церковь, находящаяся в городе Монреаль, Канада. Церковь является малой базиликой, культурно-историческим центром ирландской общины Монреаля и национальным памятником Квебека.

## История

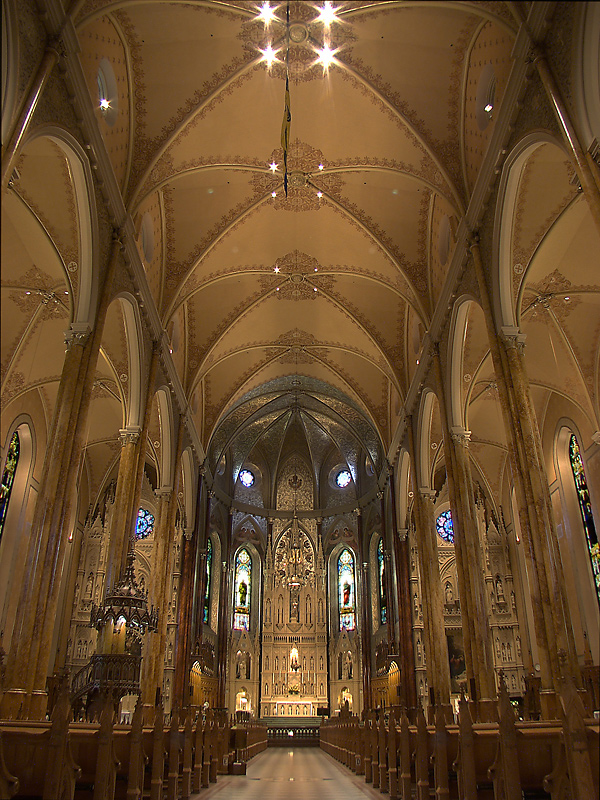
Центральный неф церкви Святого Патрика

С 1817 года англоязычные католики собирались в часовне Пресвятой Девы Марии Непорочного Сердца. В первой половине XIX века в Монреале значительно увеличилась численность ирландцев. В 1843 году началось строительство церкви Святого Патрика.
Храм был построен в неоготическом стиле. В 1852 году приход приобрёл орган. В церкви находятся витражи с изображением многочисленных католических святых. В храме установлены десять колоколов, самый старый из которых датируется 1774-м годом изготовления и носит имя «Шарлотта». Система колоколов была восстановлена в 1989 году.
Внутри церкви находятся исторические места. На скамье № 240 во время богослужения сидел прихожанин храма Томас Макги — один из основателей Канадской конфедерации. В задней части храма находится мемориальная доска, посвящённая канадскому поэту Эмилю Неллигану с указанием, что в этом храме он принял крещение.
В 1985 году церковь Святого Патрика была внесена в список национальных памятников Квебека.
В 1989 года Римский папа Иоанн Павел II присвоил церкви Святого Патрика титул малой базилики.